# Gideon Duck
Gideon Duck, ook wel Oom Gideon of Oom Broeno genoemd, is een personage uit de wereld van Donald Duck. Hij is door Romano Scarpa bedacht en komt voor het eerst voor in een verhaal uit 1956.

## Achtergrond
Gideon is een jongere broer van Dagobert Duck en een oom van Donald Duck. Hij is bedacht door de Italiaanse Disneystriptekenaar Romano Scarpa, en komt vooral voor in Italiaanse verhalen, waar hij de uitgever van de krant De Krekel is. Gideon heeft een gespannen relatie met zijn broer, die een concurrerende krant bezit. Gideon hecht veel waarde aan zijn moralen, en staat erop om het Duckstadse volk met zijn krant alleen de ongefilterde waarheid te geven. Dagobert heeft al vele malen geprobeerd om de krant van zijn broer over te kopen om van de concurrentie af te zijn, maar Gideon weigert elk bod, tot de grote frustratie van Dagobert. Gideon is hiermee (in tegenstelling tot veel andere rivalen als Govert Goudglans of Venijn McSnekke) een van de weinige goudeerlijke rivalen van Dagobert in de strips, en kan daarmee de wat vilijnere kant van Dagobert naarboven brengen.
Gideons bestaan strookt niet met het Carl Barks-verhaal "Het Geheim van het Oude Kasteel" (1948); hierin zegt Dagobert de laatst levende afstammeling van de McDuck Clan te zijn, en dit zou betekenen dat hij geen levende broers of zussen zou kunnen hebben. Echter, Gideon is niet de enige figuur die deze stelling tegenspreekt; o.a. Don Rosa sprak de bewering ook tegen, door Dagobert een levende zus te geven in "Een Brief van Thuis".